# 波特维尔 (加利福尼亚州)
波特维尔（英文：Porterville），是美国加州图莱里县下属的一座城市。建市于1902年5月7日，面积 大约为17.61平方英里 (45.6平方公里)。根据2010年美国人口普查，该市有人口54,165人。